# Rockwall
Rockwall és una població dels Estats Units a l'estat de Texas. Segons el cens del 2000 tenia 25.976 habitants.

## Demografia
Segons el cens del 2000, Rockwall tenia 17.976 habitants, 6.605 habitatges, i 5.158 famílies. La densitat de població era de 311,5 habitants per km².
Dels 6.605 habitatges en un 39,4% hi vivien nens de menys de 18 anys, en un 66,8% hi vivien parelles casades, en un 8,7% dones solteres, i en un 21,9% no eren unitats familiars. En el 18,6% dels habitatges hi vivien persones soles el 5,4% de les quals corresponia a persones de 65 anys o més que vivien soles. El nombre mitjà de persones vivint en cada habitatge era de 2,68 i el nombre mitjà de persones que vivien en cada família era de 3,06.
Per edats la població es repartia de la següent manera: un 27,5% tenia menys de 18 anys, un 6,9% entre 18 i 24, un 30,9% entre 25 i 44, un 25,1% de 45 a 60 i un 9,7% 65 anys o més.
L'edat mediana era de 37 anys. Per cada 100 dones de 18 o més anys hi havia 92,1 homes.
La renda mediana per habitatge era de 65.411$ i la renda mediana per família de 75.121$. Els homes tenien una renda mediana de 55.370$ mentre que les dones 35.139$. La renda per capita de la població era de 29.843$. Aproximadament el 3,2% de les famílies i el 3,9% de la població estaven per davall del llindar de pobresa.

## Poblacions properes
El següent diagrama mostra les poblacions més properes.